# The Chedi Muscat
Chedi Muscat là một khách sạn và nhà hàng sang trọng đạt tiêu chuẩn 5 sao ở Al Azaiba, phía tây bắc thủ đô Muscat, Oman. Khách sạn này nằm trên một bãi biển  có 156 phòng được thiết kế theo kiến trúc truyền thống của Oman với xeb lẫn ảnh hưởng từ Nhật Bản, Ả Rập và châu Âu.
Công trình nằm trên diện tích 8360 mét vuông, với một ngọn tháp chọc trời cùng nhiều tòa nhà được xây dựng trong khu vườn rộng lớn. Nó được xây dựng vào năm 2003 và chính thức hoàn thành vào năm 2010 với những thiết kế nội thất vừa giản dị nhưng hiện đại cùng sự hòa hợp với môi trường xung quanh.